# Karlshamn–Liepaja

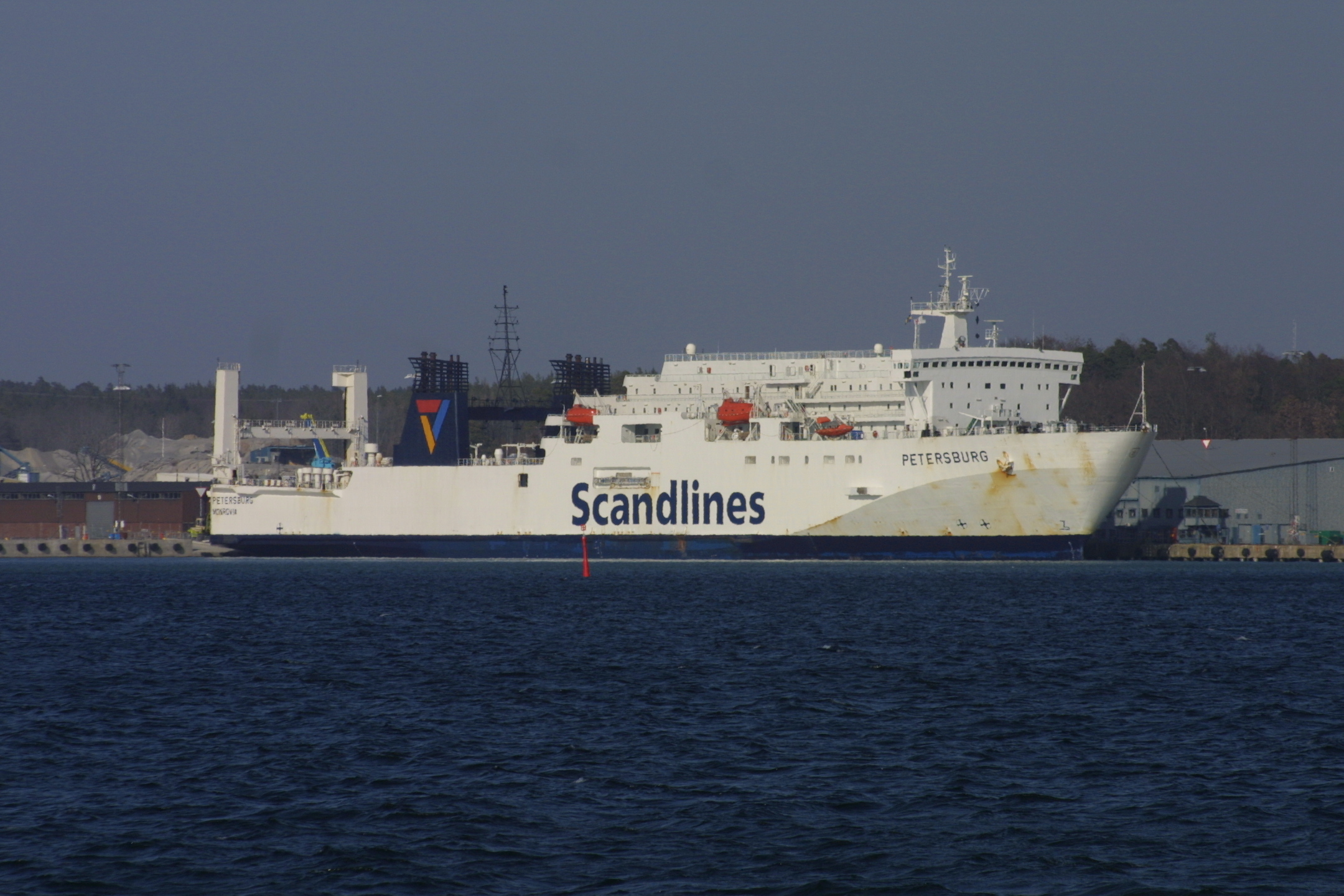
Scandlines fartyg Petersburg i Stillerydshamnen, Karlshamn 19 april 2003.

Karlshamn–Liepaja var en bilfärjelinje mellan Karlshamn och Liepāja i Lettland. 
Färjelinjen startades 1995 av rederiet Amber Line. Premiärturen från Östra piren i centrala Karlshamn gick den 5 september 1995 med fartyget Celtic Roro. Den 1 juli 1996 övertogs Amber Line av det danska rederiet DSB Rederi AS och den 1 januari 199 bytte DBS Rederi AS namn till Scandlines Baltic AS.
I september 1999 flyttades färjan från det provisoriska färjeläget på Östra piren i centrala Karlshamn till ett nybyggt färjeläge i Stillerydshamnen strax väster om Karlshamn och sommaren 2002 beslutade Scandlines att utöka trafiken på linjen till två färjor.
I oktober 2005 bytte Scandlines Baltic AS destination på färjan från Liepaja till Ventspils med linjen Karlshamn–Ventspils.